# VOICE 美聲嘉音
VOICE 美声嘉音，是中島美嘉第五张个人音乐专辑。2008年11月26日发售，商品番号AICL-1981，此张专辑于日本、台湾两地同日同步发行。

## 概述
- 上一张专辑「YES 爱的诺言」以后发行的单曲「LIFE」、「永遠的詩」、「SAKURA〜櫻花霧海〜」、「I DON'T KNOW」（「MICA 3 CHU」名義）、「ORION」，加上网络下载限定配信单曲「因為有你在」，各單曲的c/w曲「IT'S TOO LATE」、「conFusiOn」、「SHUT UP」、「FOCUS」收录于本张专辑内。
- 「SAKURA〜櫻花霧海〜」特别收录了DAISHI DANCE编曲的版本。
- 收錄歌曲14首中有10首先前已經發表過，雖為原創專輯，內容卻較似精選集。
- 「永遠的詩」的c/w曲「YOU'D BE SO NICE TO COME HOME TO」并没有被收录于专辑内。
- 初回限定盤DVD付，「LIFE」、「永遠的詩」、「SAKURA〜櫻花霧海〜」、「I DON'T KNOW」、「ORION」、「FOCUS」等6首PV收录于DVD。
- Oricon榜最高第1名，累積銷量34萬，較前作回升。

## 單曲銷量
- LIFE：ORICON最高第3名。銷量約13.8萬張
- 永遠的詩：ORICON最高第5名。銷量約2.4萬張
- SAKURA〜櫻花霧海〜:ORICON最高第12名。銷量約2.4萬張
- I DON'T KNOW（MICA 3 CHU名義）：ORICON最高第11名。銷量約1.7萬張
- ORION：ORICON最高第6名。銷量約6.3萬張

## 收录曲

### CD
1. LIFE
  - 作詞：高柳戀・Heroism／作曲：JUNKOO
2. SAKURA～櫻花霧海～ (DAISHI DANCE)	
  - 作詞：MONA・長瀬弘樹／作曲：長瀬弘樹
3. FOCUS
  - 作詞：中島美嘉／作曲：松浦晃久
4. 永遠的詩
  - 作詞：宮澤和史／作曲：Sin
5. ORION
  - 作詞：百田留衣／作曲：百田留衣
6. 因為有你在
  - 作詞：作曲：横田遙
7. MY GENTLEMAN
  - 作詞：中島美嘉／作曲：松浦晃久
8. TRUST YOUR VOICE
  - 作詞：中島美嘉／作曲：Lensei
9. IT'S TOO LATE
  - 作詞：中島美嘉・宮崎步／作曲：Lori Fine
10. I DON'T KNOW／MICA 3 CHU
  - 作詞：中島美嘉、Lori Fine／作曲：Lori Fine
11. SHUT UP／MICA 3 CHU
  - 作詞：中島美嘉、Lori Fine／作曲：Lori Fine
12. conFusiOn
  - 作詞：中島美嘉、小竹正人／作曲：Tomokazu Matsuzawa
13. FLOWER OF TIME
  - 作詞：小竹正人／作曲：Lensei
14. 声
  - 作詞・作曲：柴田淳

### DVD（初回盘附）
1. LIFE
2. 永遠的詩
3. SAKURA～櫻花霧海～
4. I DON'T KNOW／MICA 3 CHU
5. ORION
6. FOCUS